# Chiusa di San Ruffillo
La chiusa di San Ruffillo (ciûṡa ed San Rafèl in bolognese) è una chiusa del fiume Savena posta sulla via Toscana al confine fra Bologna e Rastignano, nel quartiere San Ruffillo da cui prende il nome. È collocata in prossimità dello sbocco in pianura del fiume Savena e ne regola il flusso, incanalando l'acqua nel canale di Savena. Ha origini medioevali e troviamo già dal 1176 le prime notizie in alcuni documenti relativi a commissioni del comune di Bologna in merito alla costruzione e manutenzione dei canali della città; i primi dati certi risalgono al 1306 e sono contenuti nel decreto di risarcimento della chiusa del 21 marzo.
Sin dalle origini la chiusa è servita per regolare l'afflusso dell'acqua dentro la città da sud est, specularmente alla chiusa di Casalecchio a sud ovest. L'acqua, non potabile, serviva ad irrigare i campi e a produrre energia meccanica per i mulini e gli opifici, in particolare per la produzione tessile. I mulini lavoravano pelli, carta, seta, inchiostri vegetali, mangimi per animali e farine. 
Attualmente è costruita in muratura con lo sdrucciolo lisciato in malta cementizia (detto “sbilisgone”, “scivolo” in dialetto bolognese). La chiusa è stata restaurata più volte nel corso della storia e ancora oggi assolve alle sue funzioni di regolazione dell'acqua nel canale Savena.

## Galleria d'immagini

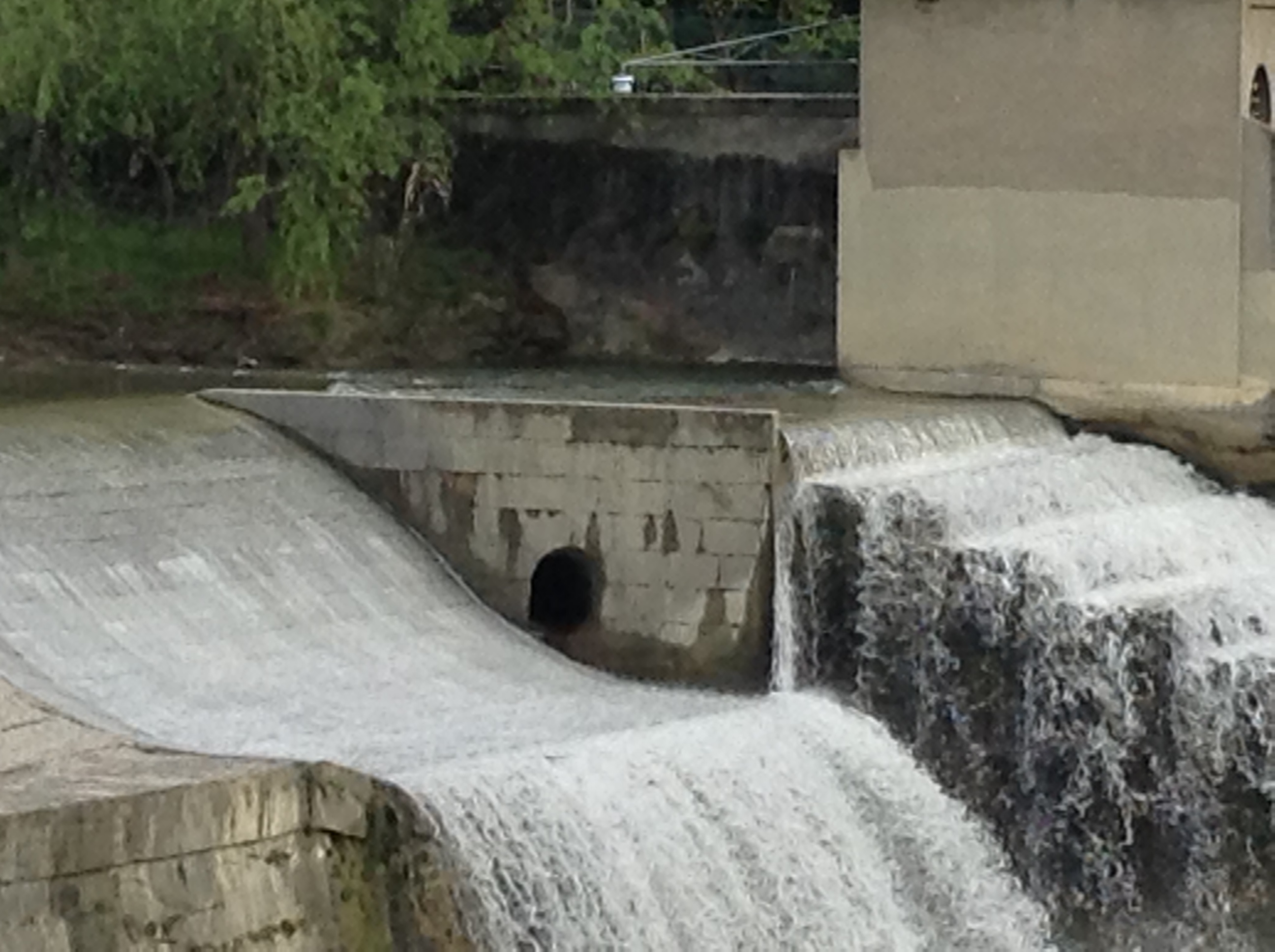
La cascata sfoga a valle l'acqua in eccesso non utilizzata per il canale
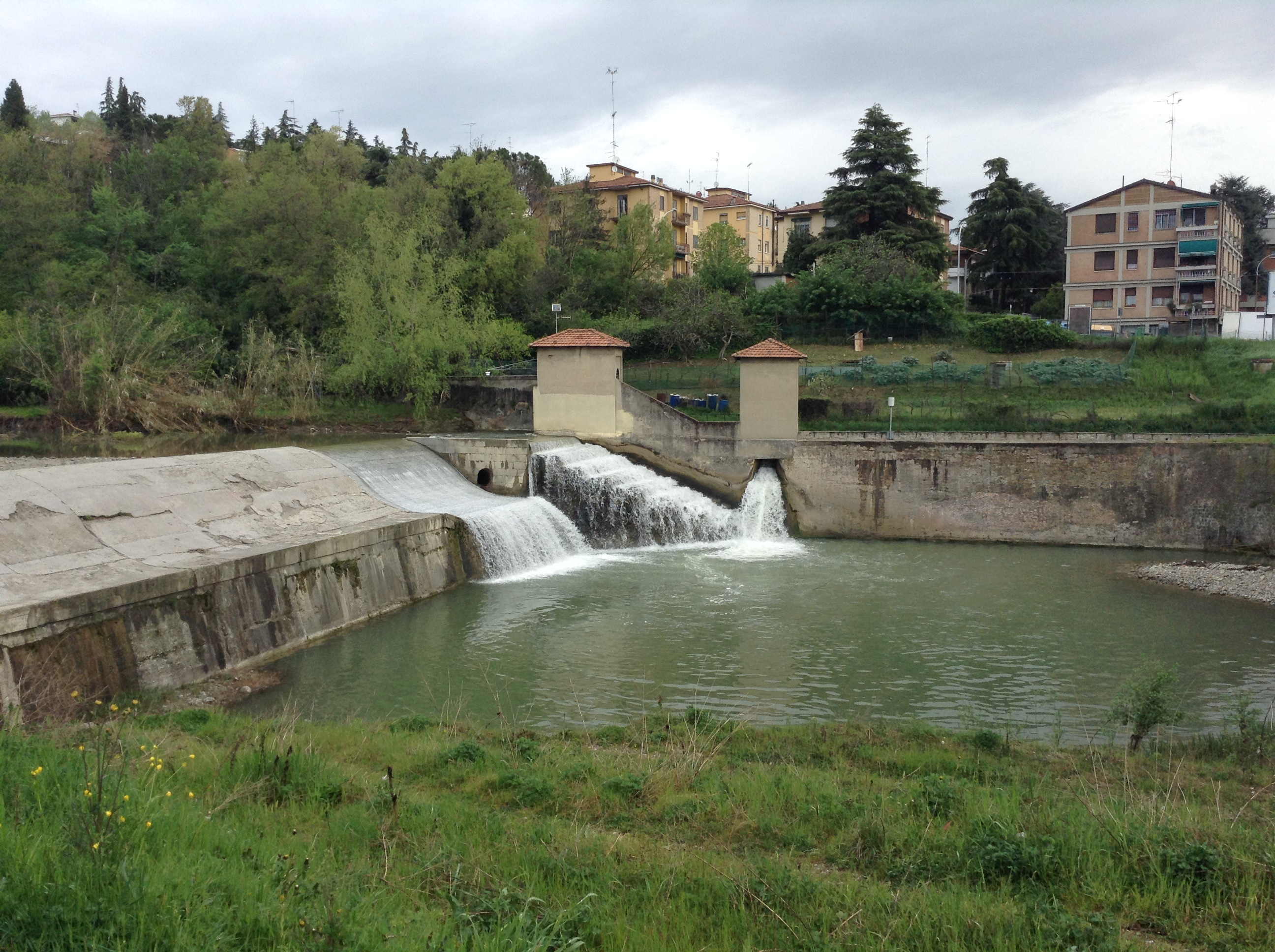
Ben visibile il complesso della chiusa, immediatamente a ridosso della collina all'ingresso della città
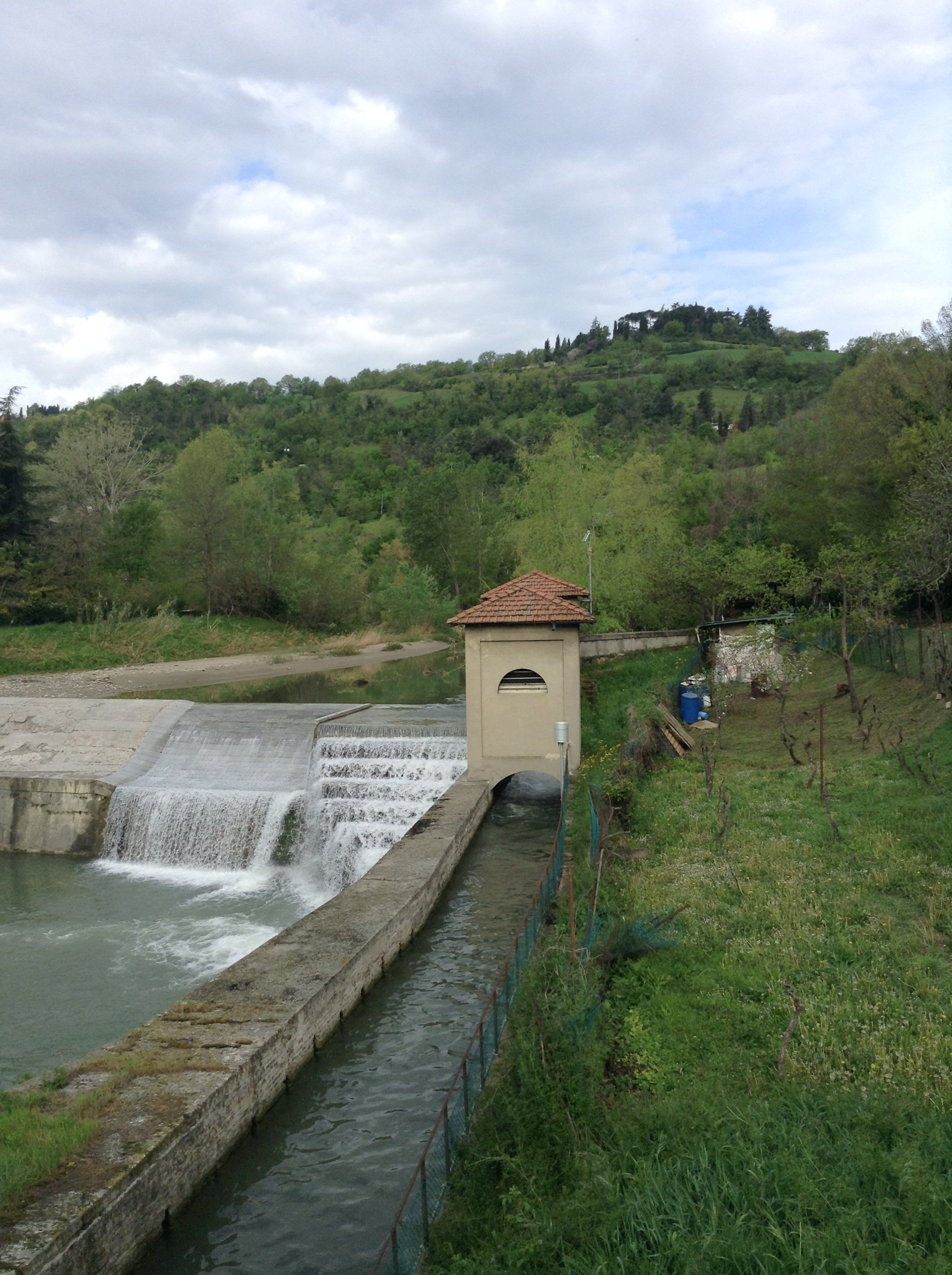
Ben visibile il canale di Savena
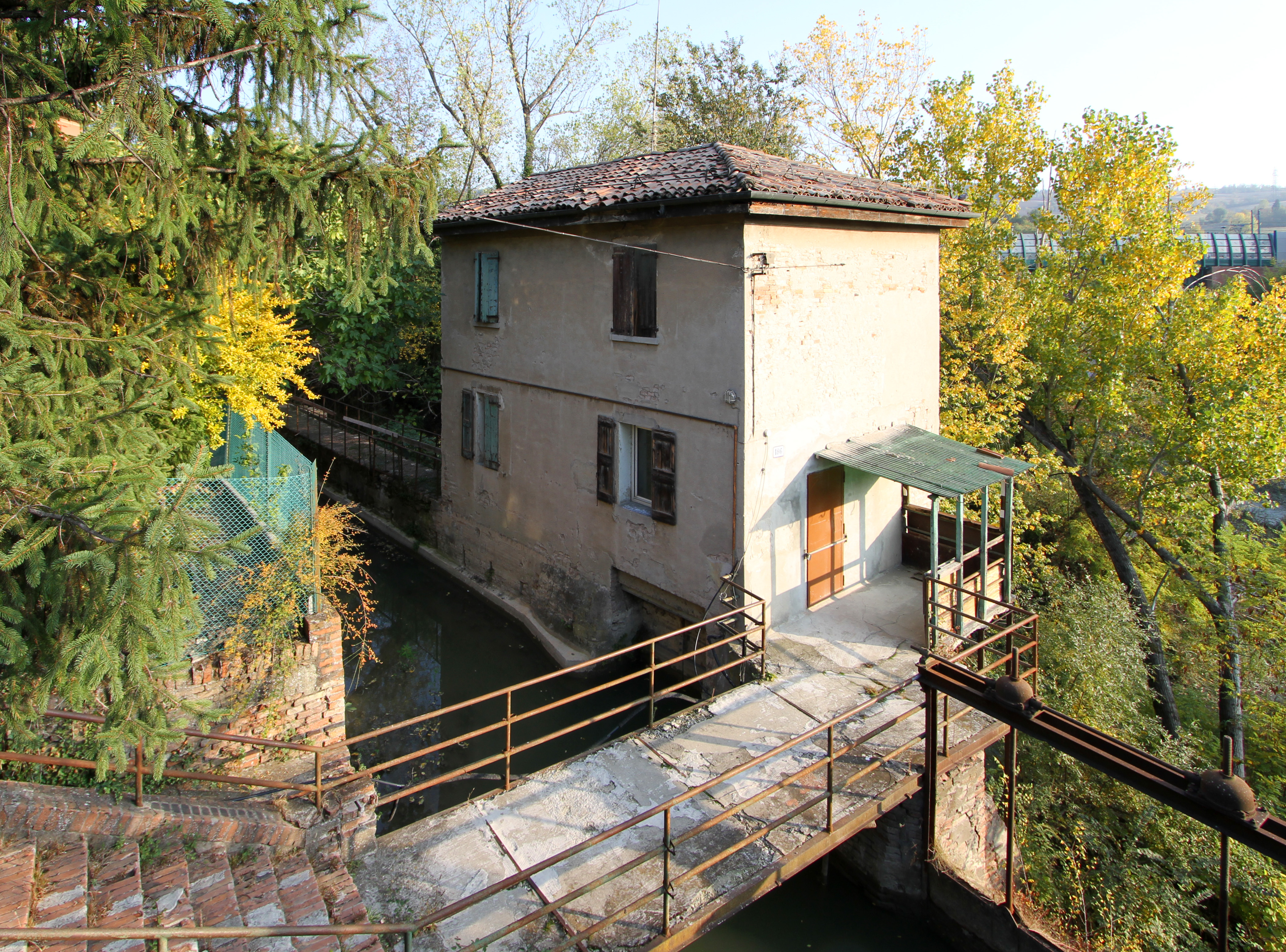
Edificio sulla chiusa